# Aisey-sur-Seine
Aisey-sur-Seine település Franciaországban, Côte-d’Or megyében. Lakosainak száma 166 fő (2022. január 1.). Aisey-sur-Seine Nod-sur-Seine, Semond, Chemin-d’Aisey, Brémur-et-Vaurois, Busseaut, Chamesson és Coulmier-le-Sec községekkel határos.

## Népesség
A település népességének változása:
| Lakosok száma | 219  | 147  | 172  | 215  | 185  | 182  | 176  | 172  | 172  | 166  |
|               | 1968 | 1982 | 1990 | 2006 | 2013 | 2015 | 2017 | 2019 | 2020 | 2022 |